# Cerynea disjunctaria
Cerynea disjunctaria là một loài bướm đêm trong họ Erebidae.